# Leptomiza parableta
Leptomiza parableta är en fjärilsart som beskrevs av Louis Beethoven Prout 1926. Leptomiza parableta ingår i släktet Leptomiza och familjen mätare. Inga underarter finns listade i Catalogue of Life.